# Championnat des îles Féroé de football 2004
Navigation
Saison précédente Saison suivante
La saison 2004 du Championnat des îles Féroé de football était la 63e édition de la première division féroïenne à poule unique, la 1. Deild. Les dix meilleurs clubs du pays jouent les uns contre les autres à deux reprises durant la saison, à domicile et à l'extérieur. En fin de saison, le dernier du classement est relégué et remplacé par le champion de 2. Deild, tandis que l'avant-dernier dispute un barrage de promotion-relégation face au vice-champion de deuxième division.
C'est le HB Torshavn, double tenant du titre, qui remporte à nouveau le championnat en terminant en tête du classement cette saison; le club de la capitale devance de 7 points le B36 Tórshavn et de 11 points le Skala IF. C'est le 18e titre de champion des îles Féroé de l'histoire du HB, qui réussit même le doublé Coupe-championnat en battant le NSI Runavik en finale de la Coupe des îles Féroé.
En bas de classement, c'est une surprise puisque le B68 Toftir, sur le podium la saison passée, rate complètement sa saison et termine dernier du champion; le club est directement relégué en 2. Deild.

## Les 10 clubs participants
| - EB/Streymur - KÍ Klaksvík - B68 Toftir - GI Gota - NSI Runavik | - VB/Sumba Vagur - HB Tórshavn - Skala IF - IF Fuglafjordur - Promu de 2.Deild - B36 Tórshavn |

## Compétition

### Classement
Le barème de points servant à établir le classement est modifié à partir de cette saison. Il se décompose ainsi :
- Victoire : 3 points
- Match nul : 1 point
- Défaite : 0 point

| Rang | Équipe              | Pts | J  | G  | N | P  | Bp | Bc | Diff |
| ---- | ------------------- | --- | -- | -- | - | -- | -- | -- | ---- |
| 1    | HB Torshavn (T) (C) | 41  | 18 | 12 | 5 | 1  | 47 | 18 | +29  |
| 2    | B36 Tórshavn        | 34  | 18 | 10 | 4 | 4  | 37 | 21 | +16  |
| 3    | Skala IF            | 30  | 18 | 9  | 3 | 6  | 32 | 23 | +9   |
| 4    | KÍ Klaksvík         | 26  | 18 | 6  | 8 | 4  | 25 | 24 | +1   |
| 5    | EB/Streymur         | 25  | 18 | 7  | 4 | 7  | 30 | 25 | +5   |
| 6    | NSI Runavik         | 25  | 18 | 7  | 4 | 7  | 28 | 25 | +3   |
| 7    | VB Vagur            | 25  | 18 | 7  | 4 | 7  | 27 | 24 | +3   |
| 8    | GI Gota             | 23  | 18 | 6  | 5 | 7  | 31 | 35 | -4   |
| 9    | IF Fuglafjordur (P) | 12  | 18 | 3  | 3 | 12 | 25 | 51 | -26  |
| 10   | B68 Toftir          | 8   | 18 | 2  | 2 | 14 | 19 | 55 | -36  |

|  | Qualification pour la Ligue des champions 2005-2006                                              |
|  | Qualification pour la Coupe UEFA 2005-2006                                                       |
|  | Qualification pour la Coupe Intertoto 2005                                                       |
|  | Participation au barrage de promotion-relégation                                                 |
|  | Relégation en 2. Deild                                                                           |
|  | (T) Tenant du titre (C) Vainqueur de la Coupe des îles Féroé (P) Club promu de deuxième division |

### Matchs

#### Barrage de promotion-relégation
Le 9e de 1. Deild, l'IF Fuglafjordur, affronte le vice-champion de 2. Deild, le B71 Sandoy, lors d'un barrage disputé sous forme de rencontres aller-retour, afin d'obtenir une place parmi l'élite pour la saison prochaine. Le Skala perd à l'aller mais remporte très facilement le retour (5-1); le club se maintient donc parmi l'élite.
| Équipe 1              | Résultat | Équipe 2                   | Aller | Retour |
| --------------------- | -------- | -------------------------- | ----- | ------ |
| B71 Sandoy (2. Deild) | 2 - 5    | IF Fuglafjordur (1. Deild) | 1 - 0 | 1 - 5  |

## Bilan de la saison
| Championnat des îles Féroé de football 2004                 |                         |
| Champion                                                    | HB Torshavn (18e titre) |
| Coupes et trophées                                          |                         |
| Vainqueur de la Coupe des îles Féroé 2004                   | HB Torshavn             |
| Qualifications continentales                                |                         |
| Ligue des champions 2005-2006 Premier tour de qualification | HB Torshavn             |
| Coupe UEFA 2005-2006 Tour préliminaire                      | B36 Tórshavn            |
| Coupe UEFA 2005-2006 Tour préliminaire                      | NSI Runavik             |
| Coupe Intertoto 2005 Premier tour                           | Skala IF                |
| Promotions et relégations                                   |                         |
| Promus en 1. Deild                                          | TB Tvoroyri             |
| Relégués en 2. Deild                                        | B68 Toftir              |